# Hiri Motu jezik
Hiri Motu jezik (ISO 639-3: hmo), stari pidžinski jezik temeljen na motu koji se počeo razvijati još vremenima hiri pohoda, motuanske inačice trgovačkih putovanja poznatih kod Massima (Papuomelaneza) s Milne Baya, otočja Trobriand i drugih kao kula-pohod. Govori se u PNG u provincijama Central Oro, Gulf, Milne Bay i Western. kao 1j govori ga malo ljudi (1992 T. Dutton); 120 000 govornika kao 2J (1989 J. Holm).
Hiri motu danas nije razumljiv motu jeziku, a ima dva dijalekta, austronezijski hiri motu [hmo-aus] i papuanski hiri motu [hmo-pap]. Doživio je utjecaj, engleskog, tok pisina i polinezijskog. U Papui NG službbeni jezik uz tok pisin [tpi] i engleski [eng].

## Vanjske poveznice
- Ethnologue (14th)
- Ethnologue (15th)
- The Motu, Hiri Language